# François Debeauvais
 (mai 2025).
Si vous disposez d'ouvrages ou d'articles de référence ou si vous connaissez des sites web de qualité traitant du thème abordé ici, merci de compléter l'article en donnant les références utiles à sa vérifiabilité et en les liant à la section « Notes et références ».
François Debeauvais est un militant nationaliste breton né en 1903 à Rennes et mort le 20 mars 1944 à Colmar.
Actif dans les fractions autonomistes et indépendantistes avant-guerre, il recherche l'appui du gouvernement nazi lors de la Seconde Guerre mondiale dans le but avoué d'obtenir un statut d'autonomie nationale, voire d'indépendance, pour la Bretagne.

## Nom
Son nom est parfois orthographié François Debauvais, un officier d'état-civil ayant omis le e dans le patronyme de son père[réf. nécessaire].
Il se fait également appelé Francis Debauvais, Fransez Debauvais, Fañch Debauvais, Fañch Deb ou Fanch Denoual. Pascal Ory parle de Francès Debauvais.

## Biographie

### Enfance et formation
François Debeauvais est le fils d'un employé de pharmacie rennais.

### Groupe régionaliste breton
Préparateur en pharmacie de formation, il est un grand lecteur, notamment des ouvrages consacrés à la question irlandaise ; il restera toute sa vie frappé par le doublet England difficulty, Ireland opportunity. En janvier 1919, paraît le premier numéro de Breiz Atao (Bretagne Toujours), organe officiel du groupe régionaliste breton. Il est nommé président de l'Unvaniez Yaouankiz Breiz en 1920. Il rejoint rapidement ce mouvement en compagnie de Yann Bricler, et Olivier Mordrel et en est administrateur le 9 janvier 1920. 
C'est le premier congrès du Parti autonomiste breton en septembre 1927 à Rosporden, et il adhère à celui-ci. Il participe au Congrès panceltique de Quimper de 1924, avec Yann Sohier, Youen Drezen, Jakez Riou, Abeozen, Marcel Guieysse. 
Il est un lecteur assidu de Maurras.
En 1930, il propose la création d'un grand hebdomadaire intitulé Le Peuple breton, projet qui prend fin au bout d'à peine 2 ans pour cause d'un financement insuffisant.

### Le PNB
Lorsqu'au congrès de Guingamp en août 1931, le PAB éclate entre fédéralistes et nationalistes, François Debauvais fait partie de ces derniers et rejoint le Parti national breton nouvellement créé. Il conserve son poste d'administrateur à Breiz Atao. Il semble aussi lié à l'organisation Gwenn ha Du.
Après l'attentat du 7 août 1932 à Rennes, son domicile est perquisitionné.
Le 12 mars 1933, Debauvais publie dans Breiz Atao numéro 170 un programme nommé « Saga » élaboré par Olier Mordrel (Strollad Ar Gelted Adsavet : Groupe/Parti des Celtes Relevés), en prenant bien soin de le présenter comme une proposition étrangère à la direction du parti. Régulièrement il répond aux lecteurs que les délires fascistes de Mordrel dans Stur n'ont rien à voir avec le parti. En 1933, il est agressé par des Camelots du Roi à Saint-Goazec.
À partir de 1936, François Debeauvais et Olier Mordrel deviennent convaincus qu'un conflit armée entre la France et l'Allemagne est proche, et y voient une opportunité pour les nationalistes bretons. Si tous deux s'accordent pour jouer la carte de l'Allemagne, Olier Mordrel souhaite une convergence idéologique avec le nazisme, et commence à exprimer ses idées dès 1934 dans la revue Stur. Ces positions ne rencontrent cependant pas l'adhésion des membres du PNB, et des remises en cause de ces idées sont publiées par certains auteurs de Breiz Atao. Début 1937, Raymond Delaporte, un des opposants à la ligne pro-nazie prend la tête du journal lors des problèmes de santé de François Debeauvais, et en profite pour dénoncer les thèses de Mordrel dans le journal. Ce dernier parvient cependant à imposer cette ligne à la suite du congrès de Carhaix que le parti organise en août 1937, et dès lors une ligne fascisante est adoptée et présente de nombreuses convergences avec le nazisme. Le journal adopte la même année un point de vue favorable à l'Allemagne lors de la crise des Sudètes, puis de l'Anschluss, alors que François Debeauvais et Olier Mordrel tentent dans le même temps d'obtenir le soutien des services secrets allemands.
En février 1937, la tuberculose contraint François Debauvais à accepter d'être en partie suppléé par Raymond Delaporte ; il empêche l'extrémiste Mordrel de prendre le pouvoir au sein du PNB. Au congrès de Carhaix, en août 1937, le Parti national breton se transforme en un véritable parti fasciste breton et en mai 1938, les murs des villes bretonnes sont couverts d'inscriptions comme « La Bretagne aux Bretons », « Breiz Atao vaincra », etc.. 
Le 25 octobre 1938, il se constitue prisonnier (après un exil en Belgique chez Fred Moyse) ; il est poursuivi (avec Mordrel) pour atteinte à la sûreté de l'État. Le 14 décembre 1938, il est condamné à un an de prison ferme (Mordrel à un an avec sursis) pour « atteinte à l'unité de la nation ». Lors du procès, son avocat s'exclame : « Je refuse de me battre pour une France gouvernée par des juifs ». Il est libéré de prison le 25 juillet 1939, après confirmation de sa peine le 15 février 1939, pour raisons de santé.

### Seconde Guerre mondiale
François Debauvais refuse la mobilisation en 1939 et se réfugie en Allemagne où il fait de la propagande contre la France. Il est pris en charge avec Olier Mordrel par la section II de l'Abwehr. Ils fondent le Bretonische Regierung. D'Amsterdam, le 25 octobre 1939, Mordrel et Debauvais adressent un manifeste aux Bretons, condamnant la guerre entreprise par la France. Un deuxième bulletin de presse, Ouest-Information, et une lettre de guerre, Lizer Brezel, allant dans le même sens sont diffusés plus tard.
Le 7 mai 1940, un tribunal militaire français les condamne à mort par contumace.
Lors de la percée de Sedan, Mordrel et lui, encadrés par un officier de l'Abwehr, Hans Otto Wagner, accompagnent les Allemands jusqu'à Bruxelles, où ils se livrent pendant plusieurs semaines à « une propagande effrénée » en direction de la Bretagne.
Durant l'occupation, il participe à la collaboration dans le but d'obtenir l'indépendance de la Bretagne.
Le 3 juillet 1940, au Congrès de Pontivy, Debauvais et Mordrel créent le Comité National Breton. À la faveur de la création d'un  poste de "gouverneur" allemand d'une Bretagne à cinq départements, les autonomistes et indépendantistes veulent croire à la possibilité de détacher la Bretagne du territoire français, illusion perdue dès septembre, après la reprise en main de l'Abwehr II de Rennes par les Allemands. Ils décident aussi l’édition d’une nouvelle revue l’Heure bretonne. 201 numéros paraîtront entre juillet 1940 et juin 1944 (son premier rédacteur sera Morvan Lebesque).
En octobre 1940, son état de santé s'aggrave (il est atteint de tuberculose) et les médecins lui prescrivent du repos. Il s'éloigne alors du parti (il participe néanmoins à l'éviction de Mordrel fin 1940 et à la nomination de Raymond Delaporte). Cependant, il est laissé à l'écart par la nouvelle direction qui se passe de lui, à son grand dépit.
Il est écarté des responsabilités politiques du PNB, après décembre 1940, lorsque Olier Mordrel est mis hors circuit. Deb prend ses distances et envisage de regrouper les éléments nationalistes bretons hors du PNB. Son but est alors de rallier dans l'optique du national-socialisme, les membres d'une gauche nationaliste bretonne que la politique soi-disant de droite du PNB pouvait indisposer : "Droits vitaux de la communauté bretonne dans le cadre occidental", "national-socialisme breton", "collaboration culturelle, politique économique étroite avec l'Europe nouvelle", "anticapitalisme et antijudéo-communisme" sont les slogans qu'il envisage pour définir la campagne qu'il compte mener, grâce à la diffusion d'un organe de presse intitulé La Fraternité bretonne, puis La Bretagne socialiste... qui ne vit jamais le jour (proposé le 2 novembre 1941). Il est secrétaire de la commission Histoire de l’Institut celtique de Bretagne, entre 1941 et 1943.
Cependant il espère encore reprendre la barre du parti tout en cautionnant les menées aventureuses de la formation paramilitaire du Bezen Perrot, la scission du parti et la création d'un nouveau Breiz Atao). Mais il meurt le 20 mars 1944 à Colmar où, terrassé par la tuberculose, il avait trouvé une place dans un sanatorium SS à partir d'octobre 1943.
Au moment de mourir il déclarait encore :
«  Camarades de la formation Perrot, je vous salue. (…) Ce n'est pas parce que nous croyons que l'Allemagne sortira victorieuse du gigantesque conflit, que depuis le premier jour de la guerre nous sommes à ses côtés. Notre choix ne relève pas de l'opportunisme, mais d'une conception du monde commune sur des points essentiels. (…) La situation est déjà toute clarifiée, en revenant à la politique de Breiz Atao qui était toute de clarté. Cette politique consistait, au point de vue extérieur, à rechercher l'appui allemand. Nous y avons travaillé avec d'autres, pendant près de vingt ans.,
 »
Il est l'époux d'Anna Youenou, qui a publié 6 volumes sur l'activité de son mari et de ses compagnons. Avant de mourir, il place son fils Hervé dans les Jeunesses hitlériennes à Zillisheim.

### Décès
Il meurt le 20 mars 1944 à Colmar,,.

## Idéologie
Selon Jean-Marc Lafon :
Fondée en 1934, la revue Stur, dirigée par Olier Mordrel et François Debauvais, derrière son apolitisme proclamé, revendiquait l’héritage celtique de la région comme directement lié à la « race nordique », tout en manifestant des tendances antisémites, anticapitalistes et anticommunistes.
Selon Romain Pasquier :
Olier Mordelle et François Debauvais les tenants d'un nationalisme d'extrême droite et fascisant.

## Publications
- L'intérêt breton et l'avenir de la Bretagne: essai d'un nationalisme breton positif ; Renes, éditions Breiz Atao, 1926.
- Diskleriadur... Déclaration. La France après avoir, en rupture unilatérale du Traité de 1532 supprimé en 1790 l'autonomie politique de la Bretagne... ; tract de 4pp signé Debauvais et Mordrel, En exil, 25 octobre 1939 - consultable à la BDIC de Nanterre (ccfr.bnf.fr/portailccfr/servlet/LoginServlet).
- Stourm, bulletin d'action du "Conseil national breton", gérant F. Debauvais ; 2 numéros parus : no 1 (février 1942), no 2 (mars 1942) - consultable au CCrbc de Brest (cote Rp 476-S 30).